# Гарсия Падрон, Хосе
Хосе Гарсия Падрон (исп. José García Padrón; род. 23 марта 1958, Арукас) — испанский шахматист, международный мастер (1978).
Чемпион Испании (1983).
Многократный участник командных чемпионатов Испании в составе команды Канарских островов (1976—1979, 1981, 1988, 1990, 1995—2000, 2002—2005, 2007) и клуба «Nifsa Las Palmas» (1983). Выиграл 6 командных медалей: 4 золотые (1976—1977, 1988, 1990) и 2 бронзовые (1996, 1999), а также 8 медалей в индивидуальном зачёте: 7 золотых (1976, 1988, 1990, 1995—1997, 2003) и 1 бронзовую (1977).
В составе команды Канарских островов участник 2-х Кубков европейских клубов (1979, 1990).
По состоянию на март 2021 года занимал 92-ю позицию в рейтинг-листе активных испанских шахматистов и 100-е место среди всех шахматистов Испании.

## Изменения рейтинга
| Графики недоступны из-за технических проблем. См. информацию на Фабрикаторе и на mediawiki.org. |